# Roberto Sighel
Roberto Sighel (Baselga di Piné, 17 febbraio 1967) è un ex pattinatore di velocità su ghiaccio italiano, primo vincitore italiano di un titolo mondiale nella storia di questa disciplina.

## Carriera
Inizia a fare i primi passi con i pattini di artistico all'età di 4 anni, mentre ad 8 inizia con quelli da velocità nelle file del circolo pattinatori Pinè.
Iniziato sportivamente dal padre Mario, anch'egli pattinatore a livello nazionale, viene cresciuto sul Lago della Serraia e sul Laghestel, piccola riserva naturalistica in mezzo al bosco.
Le prime gare importanti a cui partecipa sono i Giochi della Gioventù, dove nelle fasi nazionali arriva rispettivamente 2º e 3º.
Fino all'età di 18 anni rimane un mediocre pattinatore Junior. Al diciannovesimo anno d'età, con il passaggio nella categoria Senior, inizia a seguire gli allenamenti anche nel periodo estivo e già alla prima stagione in questa categoria conquista il titolo italiano assoluto contro ogni pronostico, diventando il più giovane campione italiano assoluto di questa specialità. Questo titolo viene mantenuto durante la sua lunga carriera fino al 2002 con una pausa nel 1996.
Nel 1989 è passato nel Gruppo Sportivo del Corpo Forestale dello Stato, dove tuttora lavora come Ispettore Capo.
Ha partecipato a 23 Campionati Mondiali fra Sprinter Junior ed all-round, 15 Campionati Europei e 5 Olimpiadi.
- Ai Giochi olimpici ha ottenuto i seguenti risultati:
  - 7º, 1988, 2002
  - 9º, 1992, 1998
  - 12º, 1994

### Allenamenti durante la stagione agonistica
- 6000 km con la bicicletta
- 8000 quintali di pesi in palestra
- 12000 balzi
- 1200 km con i pattini a rotelle
- 3200 km con i pattini su ghiaccio
- 310 giorni di allenamento in un anno

### Record mondiali
- 1992, Record mondiale del punteggio, Calgary, in occasione dei campionati mondiali
- 1999, Record mondiale dell'ora, Calgary, con 41,040 km

## Palmarès

### Campionati mondiali completi di pattinaggio di velocità
- 4 medaglie:
  - 1 oro (Calgary 1992)
  - 1 argento (Heerenveen 1991)
  - 2 bronzi (Baselga di Piné 1995, Heerenveen 1998)

### Campionati mondiali di pattinaggio di velocità - Distanza singola
- 1 medaglia:
  - 1 bronzo (1500 m a Calgary 1998)

### Campionati europei di pattinaggio di velocità
- 3 medaglie:
  - 2 argenti (Helsinki 1998, Heerenveen 1999)
  - 1 bronzo (Heerenveen 1995)

### Campionati italiani completi di pattinaggio di velocità
- 17 medaglie:
  - 16 ori (1986, 1987, 1988, 1989, 1990, 1991, 1992, 1993, 1994, 1995, 1997, 1998, 1999, 2000, 2001, 2002)
  - 1 argento (1996)

### Campionati italiani di pattinaggio di velocità - Sprint
- 7 medaglie:
  - 6 ori (1989, 1992, 1993, 1995, 1996, 1997)
  - 1 argento (2001)